# 怪獸巨龍屬
怪兽巨龙（属名：Kaijutitan，意为“怪兽巨人”）是一属原始的泰坦巨龙类蜥脚亚目恐龙，化石发现于阿根廷内乌肯省的巴罗萨山组。模式种兼唯一种是穆氏怪兽巨龙（Kaijutitan maui）。

## 发现与命名
阿根廷乌尔基萨市博物馆（Museo Municipal Argentino Urquiza）和省立“胡安·奥萨彻教授”自然科学博物馆（Museo Provincial de Ciencias Naturales “Prof. Dr. Juan Olsacher"）的一队研究者在阿根廷内乌肯省林孔-德洛斯绍塞斯西南约9千米处迷雾谷（Cañadón Mistringa）的巴罗萨山组发现一具大型蜥脚类骨骼。该骨骼由该队技术人员萨尔瓦多·帕洛莫（Salvador Palomo）首次发现。2019年，莱昂纳多·塞巴斯汀·菲利皮（Leonardo Sebastián Filippi）、莱昂纳多·萨尔加多（Leonardo Salgado）和卡洛斯·艾伯托·加里多（Carlos Alberto Garrido）命名并描述了泰坦巨龙类新属新种穆氏怪兽巨龙（Kaijutitan maui）。属名取自日语（ / kaijū，日本电影中称呼怪兽的术语）及希腊语titan（命名该类群物种的常用后缀），种名为阿根廷乌尔基萨市博物馆的缩写。
正模标本MAU-Pv-CM-522发现于距今约8700万年的早科尼亚克阶巴罗萨山组的一层中。标本由含有颅骨的部分骨骼组成。保存下来的材料包括颅骨、一节前段颈椎、一节后段颈椎、颈肋、三根背肋、一节前段尾椎、左胸骨、左肩带、两块上臂骨骼、两个尺骨、疑似的右桡骨、第二右掌骨、右胫骨、左股骨、第二右跖骨下部和许多无法鉴定的骨骼碎片。骨架已经脱节，分布于20平方米区域内，可能代表一只成年个体。

## 描述
本属可通过以下自衍征与其它泰坦巨龙类区分开来：基底结节（basal tuberosity）间距几乎是大孔（foramen magnum）宽度的四倍；基翼骨背面的内颈动脉孔几乎位于该骨骼和基底结节中间；前段颈椎有分叉神经棘；颈椎椎体乳头突（metapophysis）后侧的内侧结节；脊柱上分叉的神经棘后关节突椎板（spinopostzygapophyseal lamina）在前段颈椎形成长而深的气腔；前段颈椎的腹后侧龙骨，由两个自椎体横突（parapophysis）底部伸出嵴融合而成；颈椎上从后关节突椎板（postzygadiapophyseal lamina）延伸至神经棘前关节突椎板（spinoprezygapophyseal lamina）的附属嵴；背肋近端缺乏气孔；棘前椎板（prespinal lamina）呈三角形，由前段尾椎骨背侧扩张形成；肩胛骨底部缺少腹内侧突（ventromedial process）；胫骨近髁狭窄，长轴朝向背腹两侧；胫嵴向前突出；以及位于距骨升突底部的孔洞。

## 分类
作者进行系统发育分析以确认本属的演化关系，结果如以下简化分支图所示：
|  | 安第斯龙属 Andesaurus   |
|  |                         |
|  | 温顿巨龙属 Wintonotitan |
|  |                         |

|  | 怪兽巨龙属 Kaijutitan                                                                   |
|  |                                                                                         |
|  | \| \| 沉重龙属 Epachthosaurus \| \| \| \| \| \| 真泰坦巨龙类 Eutitanosauria \| \| \| \| |
|  |                                                                                         |
|  | 沉重龙属 Epachthosaurus                                                                 |
|  |                                                                                         |
|  | 真泰坦巨龙类 Eutitanosauria                                                             |
|  |                                                                                         |

|  | 沉重龙属 Epachthosaurus     |
|  |                             |
|  | 真泰坦巨龙类 Eutitanosauria |
|  |                             |

|  | 安第斯龙属 Andesaurus   |
|  |                         |
|  | 温顿巨龙属 Wintonotitan |
|  |                         |

|  | 怪兽巨龙属 Kaijutitan                                                                   |
|  |                                                                                         |
|  | \| \| 沉重龙属 Epachthosaurus \| \| \| \| \| \| 真泰坦巨龙类 Eutitanosauria \| \| \| \| |
|  |                                                                                         |
|  | 沉重龙属 Epachthosaurus                                                                 |
|  |                                                                                         |
|  | 真泰坦巨龙类 Eutitanosauria                                                             |
|  |                                                                                         |

|  | 沉重龙属 Epachthosaurus     |
|  |                             |
|  | 真泰坦巨龙类 Eutitanosauria |
|  |                             |